# Venskabsbyer i Danmark
Venskabsbyer i Danmark er danske byer, som har venskabsbyer i udlandet. Tanken om venskabsbyer blev oprindeligt især fremmet af Foreningen Norden, der på denne måde ønskede at styrke kontakterne mellem de nordiske lande. Siden er venskabsby-tanken udvidet til også at omfatte lande uden for Norden.
Venskabsby-samarbejdet foregår som hovedregel på den måde, at såvel myndigheder som privatpersoner med jævne mellemrum forestår arrangementer, der har til formål at forøge bekendtskabet indbyrdes. Dette kan ske ved besøg, udstillinger, koncerter og lignende.
Nedenstående er en liste over byer i Danmark, der har forbindelser til lokalsamfund i andre lande. I de fleste tilfælde bliver samarbejdet varetaget af de lokale myndigheder, også kendt som "venskabsbyer" (dette benævnes sommetider, "partnerby" eller "søsterby"), og mens de fleste punkter på listen er byer, omfatter listen også landsbyer, distrikter og amter med et lignende samarbejde. Aalborg er den by med flest venskabsbyer i Danmark; listen omfatter hele 33 byer fra hele verden.

## Albertslund
- Grabow, Tyskland
- Borken, Tyskland
- Whitstable, England
- Onsøy, Norge
- Sisimiut, Grønland
- East Renfrewshire, Skotland
- Ricany, Tjekkiet

## Ballerup
- – East Kilbride Skotland (siden 1965) [1] [2][3]

## Billund
- Hohenwestedt, Tyskland
- Narva-Jõesuu, Estland[4]

## Birkerød
- Garðabær, Island
- Tórshavn, Færøerne

## Dragør
- Vellinge, Sverige
- Kodiak, USA

## Esbjerg
- Eskilstuna, Sverige Sverige
- Jyväskylä, Finland
- Maniitsoq, Grønland
- Stavanger, Norge
- Suzhou, Kina
- Stettin, Polen
- Thorshavn, Færøerne[5]

## Fredericia
- Ilulissat, Grønland
- Kristiansund, Norge
- Härnösand, Sverige
- Kokkola, Finland
- Herford, Tyskland
- Siauliai, Litauen[6]

## Frederiksberg
- Tartu, Estland[7]
- Hämeenlinna, Etelä-Suomi, Finland[7]

- Hafnarfjörður, Island[7]
- Bærum, Norge[7]
- Uppsala, Sverige (siden 1947)[7]

## Frederikshavn
- Rovaniemi, Finland[7]
- Bremerhaven, Tyskland
- Paamiut, Grønland[7]
- Vestmannaeyjar, Island[7]
- Riga, distrikt Zemgale, Letland[7]
- Larvik, Norge[7]
- Borlänge, Sverige[7]
- North Tyneside, Storbritannien

## Gladsaxe
- Klagenfurt, Østrig
- Split, Kroatien
- Haabersti, Estland
- Pirkkala, Finland[7]
- Gagny, Frankrig
- Blankenese, Tyskland
- Charlottenburg-Wilmersdorf, Tyskland
- Minden, Tyskland
- Neubrandenburg, Tyskland
- Narsaq, Grønland
- Veszprém, Ungarn
- Taitou, Japan
- Ski, Norge
- Koszalin, Polen
- Solna, Sverige[7]
- Paisley og Renfrewshire, Storbritannien
- Sutton, Storbritannien

## Grenaa
- Türi, Estland[4]

## Helsingør
- Pärnu, Estland[4]
- Gdańsk, Polen[8]

## Hillerød
- Ólafsfjörður, Island[7]
- Karlskrona, Sverige[9]
- Loviisa, Finland[9]
- Horten, Norge[9]

## Holbæk
- Celle, Tyskland
- Trelleborg, Sverige
- Dorchester, Storbritannien

## Holstebro
Holstebro er stiftende medlem af Douzelage, en sammenslutning af 23 venskabsbyer i  EU. Foreningen blev etableret i 1991 og afholder samtidig regelmæssige arrangementer.
- Judenburg, Østrig[11]
- Houffalize, Belgien[11]
- Sušice, Tjekkiet[11]
- Türi, Estland[11]
- Karkkila, Finland[11]
- Granville, Frankrig[11]
- Bad Kötzting, Tyskland[11]
- Preveza, Grækenland[11]
- Kőszeg, Ungarn[11]
- Bellagio, Italien[11]
- Bundoran, Irland[11]
- Sigulda, Letland[11]
- Prienai, Litauen[11]
- Niederanven, Luxembourg[11]
- Marsaskala, Malta[11]
- Meerssen, Nederlandene[11]
- Chojna, Polen[11]
- Sesimbra, Portugal[11]
- Zvolen, Slovakiet[11]
- Altea, Spanien[11]
- Oxelösund, Sverige[11]
- Sherborne, Storbritannien[11]

## Horsens
- Nokia, Finland[7]
- Blönduós, Island[7]
- Moss, Norge[7]
- Karlstad, Sverige[7]

## Kalundborg
- Valga, Estland[4]

## Kirke Hvalsø
- Mērsrags, Letland[12]

## Kolding
- Lappeenranta, Finland (siden 1947)[7]
- Delmenhorst, Tyskland (siden 1979)
- Szombathely, Ungarn (1991)
- Stykkishólmur, Island (siden 1979)[7]
- Anjo, Japan (siden 1997)
- Panevėžys, Litauen (siden 2000)
- Drammen, Norge (siden 1946)[7][7]
- Huéscar, Spanien (siden 1982)
- Örebro, Sverige (siden 1946)[7]

## Korsør
- Police, Polen
- Motala, Sverige

## Københavns Kommune
- Beijing, Kina (siden 2012)[13]
- Berlin, Tyskland
- Kyiv, Ukraine (siden 2023)[14]
- Marseille, Frankrig
- Paris, Frankrig
- Prag, Tjekkiet
- Reykjavík, Island[7]

## Malling
- Cavriglia, Italien (siden 2010)

## Nykøbing Falster
- Harju, Estland
- Iisalmi, Finland
- Liepaja, Letland
- Eutin, Tyskland

## Odense
- Shaoxing, Kina
- Brno, Tjekkiet[15]
- Klaksvík, Færøerne[7]
- Tampere, Finland[7]
- Schwerin, Tyskland
- Upernavik, Grønland (siden 1980)[7]
- Kópavogur, Island[7]
- Petah Tiqwa, Israel
- Funabashi, Japan
- Iksan, Sydkorea
- Kaunas, Litauen (siden 1992)[7]
- Groningen, Nederlandene
- Trondheim, Norge[7]
- Katowice, Polen
- Norrköping, Sverige[7]
- Östersund, Sverige[7]
- İzmir, Tyrkiet
- Kyiv, Ukraine
- St Albans, Storbritannien
- Columbus, USA

## Odder
- Salo, Finland[16]
- Vennesla, Norge[16]
- Katrineholm, Sverige[16]

## Randers
- Lahti, Finland[7]
- Akureyri, Island[7]
- Tivat, Montenegro
- Ålesund, Norge[7]
- Jelenia Góra, Polen
- Västerås, Sverige[7]

## Ribe
- Krems, Østrig
- Balleroy, Frankrig
- Güstrow, Tyskland
- Ratzeburg, Tyskland
- Leikanger, Norge[7]
- Strängnäs, Sverige[7]
- Ely, Storbritannien

## Rønne
- Kuressaare, Estland[4]
- Mänttä, Finland
- Neustadt, Tyskland
- Wolgast, Tyskland
- Høyanger, Norge
- Darłowo, Polen
- Władysławowo, Polen
- San Marino, San Marino
- Karlshamn, Sverige[7]
- Ronneby, Sverige
- Simrishamn, Sverige
- Sölvesborg, Sverige

## Skagen
- Qingdao, Kina
- Seinäjoki, Finland[7]
- Sisimiut, Grønland[7]
- Chendering, Malaysia
- Farsund, Norge[7]
- Kristinehamn, Sverige[7]

## Skive
- Ylöjärvi, Finland
- Christianshåb, Grønland
- Kongsvinger, Norge
- Arvika, Sverige

## Thisted
- Jõhvi, Estland[4]

## Tinglev
- Narva, Estland[4]

## Vejen
- Wedel, Tyskland

## Vejle
- Qasigiannguit, Grønland

## Aakirkeby
- Ronneby, Sverige[7]

## Aalborg[17]
- Rihimäki, Finland
- Liperi, Finland
- Gdynia, Polen
- Osno Lubuskie, Polen
- Hefei, Kina
- Antibes, Frankrig
- Almere, Nederlandene
- Orust, Sverige (siden ?)[18]
- Orsa, Sverige (siden ?)[18]
- Lerum, Sverige (siden ?)[18]
- Karlskoga, Sverige (siden ?)[18]
- Innsbruck, Østrig (siden 1967)[18]
- Varna, Bulgarien (siden 1976)[18]
- Fuglafjørður, Færøerne (siden 1986)[18]
- Bydelstorp, Tyskland (siden ?)[18]
- Rendsborg, Tyskland (siden 1967)[18]
- Wismar, Tyskland (siden 1961)[18]
- Nuuk, Grønland (siden 2002)[18]
- Scoresbysund, Grønland (siden 1963)[18]
- Húsavík, Island (siden 1996)[19]
- Galway, Irland (siden 1997)[18]
- Haifa, Israel (siden 1972)[18]
- Riga, Letland (siden 1989)[20][18]
- Vilnius, Litauen (siden 1997)[21]
- Fredrikstad, Norge (siden 1951)[22]
- Rendalen, Norge
- Pusjkin, Rusland[18]
- Tulcea, Rumænien (siden 1970)[18]
- Rapperswil, Schweiz (siden 1968)[18]
- Edinburgh, Storbritannien (siden 1964)[23]
- Lancaster, Storbritannien (siden 1977)[18]
- Solvang, USA (siden 1971)[18]
- Racine, USA[18]

## Aarhus
- Harbin, Kina (siden 1984)[24]
- Turku, Finland (siden 1946)[24]
- Rostock, Tyskland (siden 2006)[24]
- Kujalleq Kommune, Grønland (siden 1962)[24]
- Bergen, Norge (siden 1946)[24][24]
- Göteborg, Sverige (siden 1946)

## Aars
- Skellefteå, Sverige
- Mo i Rana, Norge
- Lapinlahti, Estland
- Sigulda, Letland[25]